# Jarčje Brdo
Jarčje Brdo je naselje v Občini Gorenja vas - Poljane.